# Cats in Space
Cats in Space (Стилизовано как CATS in SPACE — The Band, с англ. — «Кошки в Космосе») — британская рок-группа, образованная в Хоршаме, Западном Суссексе в 2015 году гитаристом Грегом Хартом и барабанщиком Стиви Бэйконом. После основания группы для пополнения официального состава были наняты вокалист Пол Манзи, клавишник Энди Стюарт, басист Джефф Браун и второй гитарист Дин Ховард. В середине 2019 года вокалист Пол Манзи объявил, что покидает группу, чтобы присоединиться к The Sweet после первой половины «The Narnia Tour». Вскоре после ухода Манзи Марк Паскалл присоединился к группе в качестве нового ведущего вокалиста. После тура группа рассталась с Паскаллом. Затем его заменил Дэмиен Эдвардс, поющий в группе до сих пор.

## История
Cats in Space приступили к работе над своим дебютным альбомом Too Many Gods в ноябре 2014 года. На сессиях записи были приглашенные вокальные выступления как ключевого автора песен Грега Харта, так и соавтора Мика Уилсона из 10cc, а также гитарно-вокальная сессия Энди Скотта из The Sweet. Группа выпустила свой первый сингл с альбома 24 августа 2015 года на YouTube под названием «Mr. Heartache». "Это произошло совершенно случайно", — объясняет Харт. "Я писал песни с Миком Уилсоном [из 10cc] исключительно для нашего собственного развлечения. За пределами The Darkness никто больше не создавал такого классического ретро-рока. Это могло бы быть очень дорогим эгоистичным путешествием, но отзывы о первом альбоме, Too Many Gods, заставили нас понять, что мы на верном пути".
Дебютное выступление Cats in Space сыграли на лондонском фестивале The Half Moon в районе Putney SW15 в среду, 6 января 2016 года. Последующие выступления привели к тому, что они приняли участие в своём четвёртом шоу на фестивале Stone Free в воскресенье 19 июня 2016 года. Их пятое выступление состоялось на ярмарке Ramblin' Man Fair на новой сцене Rising Stage в Мот-парке, Мейдстон, Кент, 24 июля 2016 года. В составе было много классических рок-групп, включая Whitesnake, Europe, Thin Lizzy, Thunder, Airbourne и Black Stone Cherry.
Cats in Space анонсировали свой второй альбом, продолжение признанного критиками дебютного альбома, под названием Scarecrow, с официальной датой выхода 25 августа 2017 года. Второй трек, «The Mad Hatter’s Tea Party» (который группа ранее продемонстрировала в туре поддержки Thunder 2017), был выпущен 21 июля 2017 года в качестве музыкального промо на YouTube, затем оба альбома были объявлены полностью доступными в цифровом формате на всех авторитетных цифровых медиа-платформах. Незадолго до выпуска альбома, 12 августа 2017 года группа отыграла часовой сет с более чем 20 000 зрителей на конференции Cropredy в Фэйрпорте в Оксфордшире.
В 2018 году Cats in Space выпустили концертный альбом Cats Alive!, записанный на Cardiff International Arena в Кардиффе, Уэльс.
в 2019 году группа выпускает концептуальный альбом Day Trip to Narnia, последний альбом с Полом Манзи. Синглами из него выходят «Thunder in the Night» и «Johnny Rocket». В том-же году состоялся весенний хедлайнерский тур «The Tour of Narnia — Part 1», после первой половины которого Манзи заявил, что покидает группу, чтобы присоединиться к The Sweet. После ухода Манзи группа наняла Марка Паскалла. Группа отыграла в лондонском Palladium, провела три аншлаговых VIP-вечера AcoustiCat и отправилась в тур «Christmas in Narnia — part 2», с концертами в Великобритании и Германии, кульминацией которого стал EP с рождественским радио-синглом. «My Kind of Christmas», записаная с Марком Паскаллом и выпущенная 6 декабря, сопровождалась видеороликом в стиле Диккенса, снятым в кафедральном соборе Уэльса. Cats in Space привлекли свою съёмочную группу, включающую необходимых актёров второго плана, а также многочисленных поклонников, которые охотно подписались на участие в аутентичных сценах «Top of the Pops», снятых на киностудии Университета Бата. После окончания тура «Christmas in Narnia — part 2» и выпуска «My Kind of Christmas» группа рассталась с Паскаллом. На его место был нанят вокалист сценического шоу Джеффа Уэйна «War of the Worlds» Дэмиен Эдвардс.
Я не осуждаю Марка, но на самом деле он не разделял нашу трудовую этику. Кроме того, между ним и остальными участниками группы была двадцатилетняя разница в возрасте. Мы здесь в салоне "Последний Шанс", и находиться в нём чертовски приятно. Но для меня, Дино [Ховарда, гитара], Джеффа [Брауна, бас-гитара], Энди [Стюарта, клавишные] и Стиви [Бэкона, барабаны], Cats in Space — наш главный приоритет. В конце концов, мы были как масло и вода.
Наступил 2020 год, самый печальный год для планеты из-за Covid 19. «Кошки» решили «смело идти вперёд» и помочь принести столь необходимое музыкальное облегчение. Этим облегчением стал альбом Atlantis. Это был первый альбом с новым вокалистом Дэмиеном Эдвардсом. Синглами из него вышли «I Fell out of Love with Rock 'n' Roll» и «Listen to the Radio».
В 2021 году выходит первый сборник группы Diamonds — The Best of Cats in Space. Альбом примечателен тем, что все песни, которые вышли с вокалом Пола Манзи, были перезаписаны Дэмиеном Эдвардсом.
в 2022 году Cats in Space выпустили двойной альбом Kickstart the Sun, самый длинный альбом на данный момент. Синглами из него были выпущены «Poke the Witch», «Teenage Millionaires» и «1,000,000 Miles». На все три песни были выпущены видео.

## Известные концерты на разогреве

### Турне Thunder по Великобритании Март 2017
В декабре 2016 года британская рок-группа Thunder объявила, что студийный альбом под названием Rip It Up выйдет 10 февраля 2017 года. Это также совпало с рядом дат концертов. Cats in Space были подтверждены 23 января 2017 года в качестве официальной поддержки тура по Великобритании.

### British Summer Time (BST)Гайд-парк, Лондон, Великобритания
В понедельник, 27 марта, Cats in Space были добавлены в концертный состав Фила Коллинза в Гайд-парке. Концерт состоялся в пятницу, 30 июня 2017 года.

### Турне Deep Purple Long Goodbye UK Tour 2017
В заключительный вечер тура Scarecrow на сцене было объявлено, что Cats in Space были добавлены ко всему британскому этапу тура Deep Purple 2017 arena tour вместе с Europe.

### Турне Status Quo — Plugged in Live and Rockin' Winter UK Tour 2017
Cats in Space объявлены в качестве специальных гостей в турне Status Quo Plugged in Live and Rockin' в девятидневном зимнем туре по Великобритании в ноябре-декабре 2017 года.

### Бонни Тайлер — Лондонский Палладиум, Великобритания 2019
Cats in Space были специальными гостями Бонни Тайлер — среда, 18 сентября 2019 года в Лондонском Палладиуме, Аргайл-стрит, Лондон, Великобритания.

### Blue Öyster Cult - Тур по Великобритании 2022
Cats in Space были особыми гостями Blue Öyster Cult во вторник, 18 октября 2022 года, в зале Де Монфор, Лестер, Великобритания, и среда, 19 октября 2022 года, в мэрии Ньюкасла, Великобритания.

## Дискография

### Студийные альбомы
| Название           | Детали                                                       |
| ------------------ | ------------------------------------------------------------ |
| Too Many Gods      | - Выпущен: 30 октября, 2015 - Лейбл: Harmony Factory Records |
| Scarecrow          | - Выпущен: 25 августа, 2017 - Лейбл: Harmony Factory Records |
| Day Trip to Narnia | - Выпущен: 1 марта, 2019 - Лейбл: Harmony Factory Records    |
| Atlantis           | - Выпущен: 27 ноября, 2020 - Лейбл: Harmony Factory Records  |
| Kickstart the Sun  | - Выпущен: 29 июля, 2022 - Лейбл: Harmony Factory Records    |

### Концертные альбомы
| Название    | Детали                                                       |
| ----------- | ------------------------------------------------------------ |
| Cats Alive! | - Выпущен: 23 февраля, 2018 - Лейбл: Harmony Factory Records |

### Рождественские альбомы
| Название             | Детали                                                      |
| -------------------- | ----------------------------------------------------------- |
| My Kind of Christmas | - Выпущен: 6 декабря, 2019 - Лейбл: Harmony Factory Records |

### Сборники
| Название                             | Детали                                                        |
| ------------------------------------ | ------------------------------------------------------------- |
| Diamonds — The Best of Cats in Space | - Выпущен: 10 сентября, 2021 - Лейбл: Harmony Factory Records |

## Состав

### Текущий состав
- Дэмиен Эдвардс — ведущий вокал, бэк-вокал
- Грег Харт — соло- и ритм-гитары, бэк-вокал
- Стиви Бэйкон — ударные, перкуссия
- Джефф Браун — бас-гитара, бэк-вокал
- Дин Ховард — соло- и ритм-гитары
- Энди Стюарт — клавишные
- Мик Уилсон — совокал, бэк-вокал, дополнительная игра

### Бывшие участники
- Пол Манзи — ведущий вокал
- Марк Паскалл — ведущий вокал